# 唐脑山灯塔
唐脑山灯塔是浙江省嵊泗县境内的一座灯塔。灯塔位于洋山镇唐脑山岛，邻近船舶进出杭州湾和行驶沪甬航线的要道。1908年（清光绪三十四年），灯塔由英国人建造。2011年，唐脑山灯塔与舟山市和宁波市境内的其他十二座灯塔被列入第三次全国文物普查百大新发现。